# Palo Blanco, Sinaloa
Palo Blanco är en ort i Mexiko.   Den ligger i kommunen Culiacán och delstaten Sinaloa, i den centrala delen av landet, 1 000 km nordväst om huvudstaden Mexico City. Palo Blanco ligger 152 meter över havet och antalet invånare är 137.
Terrängen runt Palo Blanco är kuperad åt nordväst, men åt sydost är den platt. Runt Palo Blanco är det mycket glesbefolkat, med 6 invånare per kvadratkilometer. Närmaste större samhälle är Tabalá, 11,8 km sydväst om Palo Blanco. I omgivningarna runt Palo Blanco växer huvudsakligen savannskog.